# Liste der Special Areas in Alberta

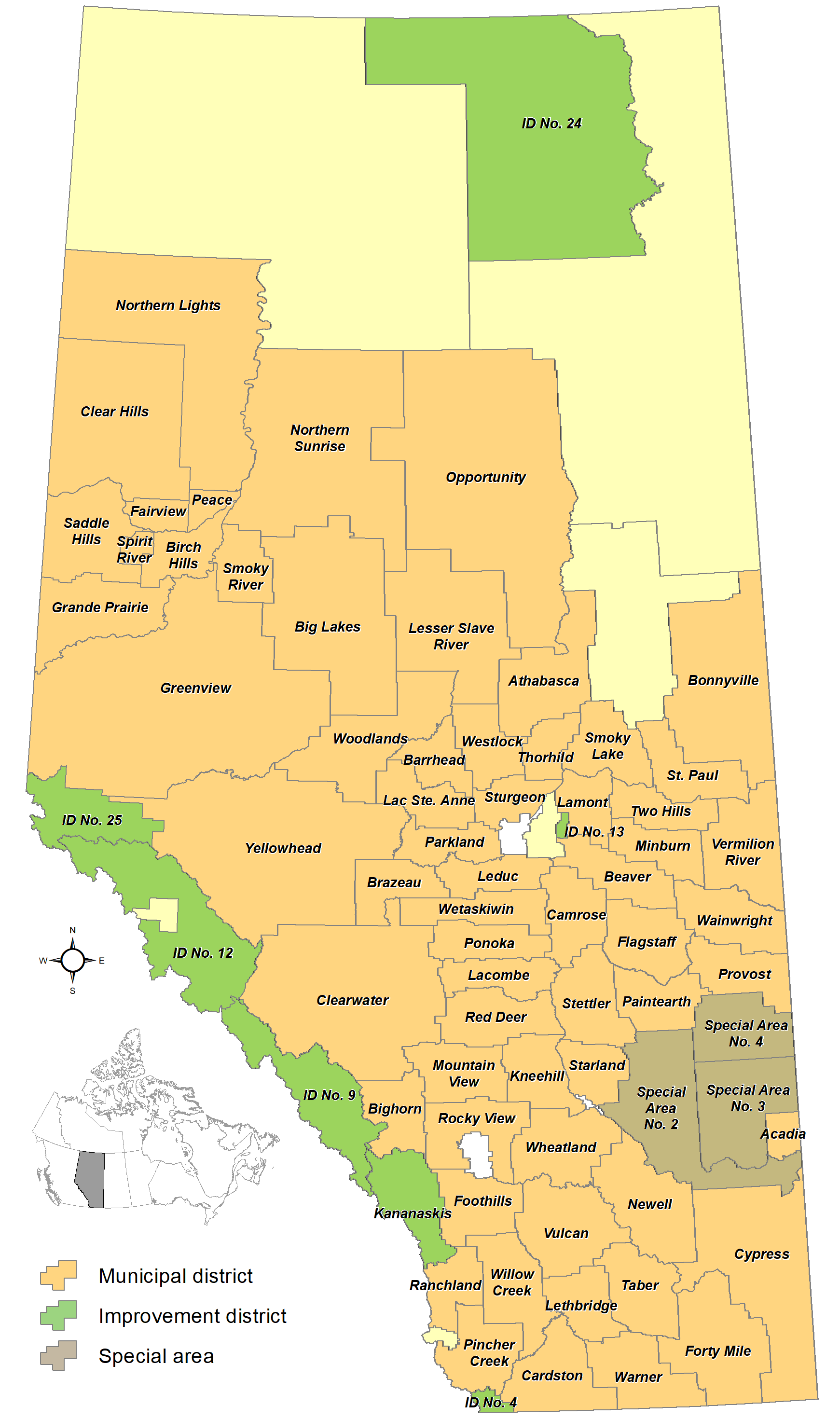
Karte der Special Areas in Albertas

Die kanadische Provinz Alberta gliedert sich in verschiedene Arten von Verwaltungseinheiten. Bei einer Special Area handelt es sich um eine dieser Arten von Verwaltungsgemeinde. Diese Verwaltungseinheiten existieren neben den (geographischen) Regionen und werden zu statistischen Zwecken zu Census Divisions zusammengefasst. Bei einer Special Area handelt es sich nicht um eine Specialized Municipality, welche einen anderen kommunalen Status hat.
Abweichend von den anderen Verwaltungseinheiten werden Special Areas nach dem Special Areas Act, RSA 2000, c S-16 geschaffen und verwaltet. Sie können, auf Vorschlag und Empfehlung des zuständigen Ministers, durch den Vizegouverneur von Alberta gebildet werden und unterstehen dann dem Special Areas Board.
Die drei heute noch bestehenden Special Areas wurden 1938 als Folge der Not geschaffen, die während der Weltwirtschaftskrise in den 1930er Jahren im Südosten von Alberta herrschte. Mit dem Special Areas Act von 1938 wurden ursprünglich sechs Sondergebiete geschaffen. Im Laufe der Zeit wurden diese sechs Sondergebiete mehrfach verändert. Die Gebiete wurden dabei umgegliedert oder zu einer anderen Verwaltungsform umstrukturiert.
Daneben existieren in Alberta auch noch:
- Municipal Districts (zurzeit 63),
- Spezialized Municipalities (zurzeit 6) sowie,
- Improvement Districts (zurzeit 7), welche hauptsächlich die Gebiete der Nationalparke umfassen.

| Name               | Municipal Code | Verwaltungssitz | Census Div. | Fläche (km²) | Ew. (2016) | Ew. (2021) | Bev.-Dichte (E/km²) |
| ------------------ | -------------- | --------------- | ----------- | ------------ | ---------- | ---------- | ------------------- |
| Special Area No. 2 | 4640           | Hanna           | 4           | 9,195.06     | 1.905      | 1.860      | 0,2                 |
| Special Area No. 3 | 0464           | Hanna           | 4           | 6,469.33     | 1.042      | 1.142      | 0,2                 |
| Special Area No. 4 | 0465           | Hanna           | 4           | 4,299.80     | 1.237      | 1.236      | 0,3                 |